# La Rose rouge (film, 1951)
Pour les articles homonymes, voir La Rose rouge.
Pour plus de détails, voir Fiche technique et Distribution.
La Rose rouge est un film français réalisé par Marcel Pagliero, sorti en 1951.

## Synopsis
Les Frères Jacques, leurs remplaçants momentanés, Yves Gérard et sa troupe, ainsi qu'une vedette de cinéma célèbre à la recherche d'un nouveau partenaire, Evelyne Dorsey, sèment la perturbation au cabaret « La Rose rouge », la plus célèbre cave de Saint-Germain-des-Prés, pour la plus grande joie des habitués.

## Fiche technique
- Titre : La Rose rouge
- Réalisation : Marcel Pagliero
- Scénario, adaptation, dialogues : Robert Scipion
- Assistants réalisateur : Larbi Tounsi, R. Dunoyer, C. Fayard
- Photographie : André Bac
- Opérateur : Jacques Natteau, assisté de R. Paillas
- Musique : Georges Van Parys
- Chansons originales :
  - Général Castagnettas, paroles de M. Dabadie et musique de J. H. Rys / P. Declercq, interprétée par Les Frères Jacques
  - La Gavotte des bâtons blancs, paroles de J. Guigo et musique de J. Breux, interprétée par Les Frères Jacques
- Musiques additionnelles  : chanson Voilà les footballeurs, paroles de Pierre Forval et musique d'Oscar Dofny, interprétée par Les Frères Jacques
- Décors : Maurice Colasson, assisté de Forrestier et Demangeat
- Montage : Nicole Marko , assistée de M. Glaeser
- Son : Pierre Calvet
- Maquillage : Boris Karabanoff, Guy Bourban
- Photographe de plateau : André Garimond
- Script-girl : Lucile Costa
- Régisseur général : Fred Hérold, P. Lafargue
- Ensemblier : Mérangel
- Tournage : 5 juin au 2 août 1950 dans les studios Eclair à Epinay
- Production : Les Films Marceau (France)
- Chef de production : Edmond Ténoudji
- Directeur de production : Jean Rossignol
- Distribution : Les Films Marceau
- Format : noir et blanc — son monophonique — 35 mm
- Genre  : comédie
- Durée : 95 minutes
- Première présentation : 7 février 1951
- Affiche : Roger Cartier (France)

## Distribution
- Les Frères Jacques : eux-mêmes, soit  : André Bellec , Georges Bellec , François Soubeyran , Paul Tourenne
- Yves Deniaud : Albert, le directeur artistique
- Dora Doll : Evelyne Dorsey, la star de cinéma
- Françoise Arnoul : Martine, de la troupe d'Yves
- Yves Robert : Yves Gérard, le remplaçant avec sa troupe des Frères Jacques
- Maurice Teynac : Jean Maréchal, le cinéaste
- Barbara Laage : Claire Claris, la photographe
- Philippe Olive : M. Matignon, le producteur d'Evelyne
- Jean-Roger Caussimon : l'homme du bar
- Jacques Hilling : M. Guillet de la troupe d'Yves
- Edmond Tamiz : M. Garone de la troupe d'Yves
- Louis de Funès : Manito, le poète qui mange les verres
- Geneviève Morel : la dame du vestiaire
- Maurice Regamey : le guide touristique
- Nico : le directeur de «  La Rose Rouge  »
- Maurice Dorléac : le caissier
- Grégoire Gromoff : le touriste photographe
- Marcel Pagliero : dans son propre rôle
- Robert Scipion : dans son propre rôle
- Guy Pierrault : un homme de la troupe d'Yves
- Jean Bellanger : un homme de la troupe d'Yves
- Liliane Lesaffre
- Annabel
- Denise Kerny
- Roger Vincent
- Michel Garland
- Christiane Auger
- Le Duc
- Alfred Arlais
- Alain Raffaël
- Michel de Villers et son ensemble

## Autour du film
Le groupe des Frères Jacques est formé d'André Bellec, Georges Bellec, François Soubeyran, Paul Tourenne. Un autre chanteur de cabaret, Jean-Roger Caussimon, y poursuit également son abondante carrière cinématographique. Le film est l'un des premiers à placer en tête d'affiche Dora Doll et Françoise Arnoul. Louis de Funès n'y tient encore qu'un rôle secondaire.